# بلومبرگ لا
بلومبرگ لا (انگلیسی: Bloomberg Law) یک خبرگزاری است که مقر اصلی آن در ایالات متحده قرار دارد.